# Goniothalamus ninhianus
Goniothalamus ninhianus este o specie de plante din genul Goniothalamus, familia Annonaceae, descrisă de Nguyên Tiên Bân. Conform Catalogue of Life specia Goniothalamus ninhianus nu are subspecii cunoscute.